# Neocladia shadsaka
Neocladia shadsaka is een vliesvleugelig insect uit de familie Encyrtidae. De wetenschappelijke naam is voor het eerst geldig gepubliceerd in 1973 door Mani & Kaul.